# Phimosis
|  | Sammenskrivningsforslag Artiklerne Forhudsforsnævring, Phimosis er foreslået sammenskrevet. (Siden september 2020) Diskutér forslaget |

Phimosis eller forhudsforsnævring er en tilstand, hvor forhuden på penis ikke kan strække sig for at lade den trækkes tilbage forbi glansen. Det er normalt at forhuden ikke kan trækkes tilbage hos nyfødte drengebørn. Derfor stilles diagnosen normalt først efter at en dreng er fyldt 6 år. En ballonlignende hævelse under forhuden kan forekomme med vandladning, kaldet "ballontisning", hvilket kan medvirke til at løsne forhuden. Hos teenagere og voksne kan det resultere i smerte under en erektion, men ellers er det ikke smertefuldt.